# Xiphophorus variatus
Cá mún (Danh pháp khoa học: Xiphophorus variatus) là một loài cá trong họ Poeciliidae, chúng còn biết đến với các tên gọi như cá hoà lan, Cá hạt lựu, hồng mi. Chúng là loài cá có nhiều màu sắc, tốc độ sinh sản nhanh và thích ứng rộng với nhiều môi trường sống.